# Наполеон VI
Наполеон Луї Бонапарт (Луї Наполеон Бонапарт, повне ім'я Louis Jérôme Victor Emmanuel Léopold Marie, 23 січня 1914, Брюссель — 3 травня 1997, Пранжен) — титульний імператор французів з 1926 року і до самої смерті (1997).

## Життя до Другої світової війни
Луї народився в Брюсселі в Бельгії. Він був сином Наполеона V і його дружини принцеси Клементини бельгійської, дочки короля Бельгії Леопольда II. Мати Леопольда II, принцеса Луїза-Марія Орлеанська, була старшою дочкою короля Луї-Філіпа I, короля Франції.
Будучи дитиною, принц Луї провів деякий час в Англії, де він перебував з імператрицею Євгенією, вдовою Наполеона III. Він здобув освіту в Левені в Бельгії і в Лозанні в Швейцарії. Коли його батько помер 3 травня 1926 року, 12-річний принц Луї став титульним імператором французів. Його мати була регентом, поки він не досяг повноліття.

## Друга світова війна
З початком Другої світової війни Наполеон VI написав французькому прем'єр-міністру Едуару Даладьє про бажання служити у французькій армії. Його пропозиція була відхилена, і тому він взяв псевдонім Луї Бланшар і приєднався до Французького іноземного легіону, перебуваючи в Північній Африці до демобілізації в 1941 році, після другого перемир'я в Комп'єні. Потім він приєднався до французького Опору і був заарештований. Після арешту він провів деякий час у різних в'язницях. Після свого звільнення він вступив у французьку групу опору. 28 серпня 1944 року принц Луї дивом уникнув смерті, він був важко поранений, коли в аварію потрапила вантажівка, в якій знаходилося 7 осіб. Наполеон вижив, інші загинули. Після одужання він приєднався до альпійської дивізії і був пізніше нагороджений за хоробрість.

## Після Другої світової війни
Після війни Наполеон жив у Швейцарії і, нелегально, у Франції до 1950 року. У 1950 році закон про вигнання всіх членів королівських і імператорської сімей був скасований, і Луї зі своєю сім'єю переїхав законно в Париж. Титульний імператор Наполеон VI став успішним бізнесменом і мав фінансові інтереси в Африці. У 1951 році він послав меморіальний вінок зі знаком 'N' (Наполеон) на похорон Вільгельма, кронпринца німецького і прусського, сина поваленого Вільгельма II, німецького імператора. Це було розцінено роялістами як іронічний жест, враховуючи той факт, що німецький дім Гогенцоллернів переміг під час франко-прусської війни 1870 року, що призвело до повалення династії Луї Наполеона.

## Смерть
Помер 3 травня 1997 року в той же день року, що і його батько (3 травня 1926 року), у своєму будинку в Швейцарії у віці вісімдесяти трьох років. 14 травня 1997 був похований у церкві Сен-Луї інвалідів у присутності численних цивільних і військових осіб і представників королівських сімей. Принц Наполеон похований в Імператорській каплиці в Аяччо.
У своєму заповіті він передав трон своєму онукові Жану-Крістофу.

## Сім'я і діти
Луїс одружився 16 серпня 1949 року на Алікс де Фореста (рід. 4 квітня 1926). У них було четверо дітей:
- Принц Шарль Марі Жером Віктор (р. 19 жовтня 1950); претендент на верховенство в будинку Бонапарт і титул «Le Prince Napoléon».
- Принцеса Катрін Елізабет Альберік Марі (р. 19 жовтня 1950 року); одружена першим шлюбом, 4 червня 1974 року, За Ніколо Сан-Мартіно д'але маркіз (dei marchesi) ді
- Фонтането кон Сан-Джермано (р.3 липня 1948 року), розлучені в 1982 без дітей. Вона вийшла заміж вдруге 22 жовтня 1982 року, в Парижі, за Жана-Клода Дюале (р. 3 листопада 1936 року) і мала двох дітей:
- Шарлотта Дюалэ (р. 13 жовтня 1983 року).
- Маріо Дюале (р. 29 жовтня 1985 року)
- Принцеса Лора Клементина Женев'єва (р. 8 жовтня 1952 року); одружена з 23 грудня 1982 року За Жаном-Клодом Леконтом (р. 15 березня 1948) і мала сина і двох дочок:
- Клемент Луї Леконт (1995 р. н)
- Шарлотта Леконт
- Маріон Леконт
- Принц Жером Ксав'є Марі Жозеф Віктор (р. 14 січня 1957 року)